# Green Arrow: The Longbow Hunters
Green Arrow: The Longbow Hunters, es una historieta escrita y dibujada por Mike Grell y publicada por DC Comics en 1987 como serie limitada de tres números en formato prestigio. La historia es protagonizada por el personaje Flecha Verde.

## Trama
A punto de cumplir cuarenta y tres años, Oliver Quenn se muda a la ciudad de Seattle, donde vive su novia Dinah Lance. Luego de reflexionar sobre su vida, le propone matrimonio a Dinah para formar así una familia, pero ella rechaza la propuesta ya que no quiere tener hijos debido a la vida de justicieros que llevan.
Oliver comienza a utilizar un nuevo traje con capucha para poder afrontar el clima lluvioso de Seattle, y abandona sus características flechas con trucos para pasar a usar un equipo de arco y flecha tradicionales. Así comienza a investigar a un asesino serial apodado "El Acuchillador de Seattle", mientras que Dinah Lance intenta infiltrarse en una organización distribuidora de drogas que se sospecha está liderada por el magnate llamado Kyle Magnor.
Oliver localiza al asesino en una sección abandonada de la ciudad, descubriendo que este es un excombatiente de la Guerra de Vietnam. El asesino logra escapar de Oliver, y antes de que mate a su siguiente víctima lo mata una misteriosa arquera con un elaborado tatuaje de dragón en su brazo. Acto seguido, la mujer también mata a un aparentemente inocente conductor que pasa por el lugar.
Flecha Verde provee a la policía la información sobre la misteriosa arquera, apodada como "El Robin Hood Asesino", quien es buscada por crímenes similares. Más tarde, mientras investiga un nuevo asesinato de la misteriosa arquera, Oliver observa a Dinah de encubierto entrar a un bar con un hombre, pero decide seguir con su caso. Luego, al hallar a la arquera, se enfrenta a esta pero termina derrotado y con otra víctima de parte de la asesina.
Ya en su casa, Ollie escucha en las noticias sobre un hombre hallado muerto y mutilado, y lo reconoce como el hombre con el que estaba Dinah en el bar. Preocupado por ella, se dirige al bar donde la vio, e investigando llega a un depósito portuario donde encuentra a Dinah atada, torturada y al borde de la muerte. Sin vacilar, Ollie dispara una flecha al torturador, asesinánlolo, y se dirige a rescatarla. La arquera se encontraba allí también por sus propias razones y salva la vida de Ollie al matar a uno de los contrabandistas.
Flecha Verde lleva a Dinah a un hospital y luego sigue intentando encontrar a la arquera asesina. Así descubre que el tatuaje de dragón la vincula con la Yakuza, el crimen organizado japonés. Oliver recibe un mensaje de ella que lo hace ir hacia el Monte Rainier, donde la encuentra en el momento en que una operación de contrabando de drogas se está por llevar a cabo. La misteriosa arquera se encuentra allí y le cuenta su historia. Antes de la Segunda Guerra Mundial, sus padres fueron enviados a Estados Unidos por la yakusa junto a una considerable cantidad de oro perteneciente a la organización. Una vez que los Estados Unidos entran en guerra, sus padres son encarcelados en un campo de prisioneros, donde varios militares averiguan su relación con la yakusa, y los torturan para averiguar donde encontrar el oro. Su madre muere como consecuencia de las torturas y su padre posteriormente se suicida por honor. Por esta razón, la yakusa la crio a ella para que, llegado el día, pagara la deuda de honor de su padre asesinando a los militares responsables, siendo uno de estos Magnor, el líder de los contrabandistas. Luego del relato, ambos intentan capturar a los contrabandistas, pero Magnor logra escapar.
Flecha Verde logra interceptar al hombre que estaba realizando la operación con Magnor, un hombre llamado Osborne que trabaja para la CIA. Osborne le comenta que estaba utilizando la operación de Magnor para transportar dinero a los Contras en Nicaragua, reflejando así los acontecimientos del escándalo Irangate que habían salido a la luz algunos meses antes. Flecha Verde queda sin evidencia para poder probar nada, pero a cambio Osborne le deja a Ollie un bolso lleno de dinero que iba a usar para la operación fallida y que ya no necesitaba.
Mientras Magnor se encuentra en su oficina, Flecha Verde lo confronta. Luego de que Magnor le confesara su participación en la tortura de la pareja y el robo del oro, una flecha disparada desde el exterior por la arquera asesina a Magnor.

## Consecuencias
Luego de asesinar al torturador de Dinah, Flecha Verde se transforma en un personaje más oscuro. En historias posteriores, Oliver reflexiona acerca de cómo cambió su vida el haber matado a alguien, siendo incapaz a partir de ese momento de encontrar la paz interior. La arquera japonesa, que recibiría el nombre "Shado", sería un personaje recurrente en historias posteriores de Flecha Verde.
Tiempo más tarde, tras morir debido a una explosión, Oliver Quenn es resucitado por su amigo Hal Jordan (a quien temporalmente poseía la entidad Parallax), pero quitándole los recuerdos de su vida a partir de esta historia con el objetivo de hacerlo regresar a un momento más pacífico y esperanzador en su vida.

## Recepción
Green Arrow: The Longbow Hunters fue nominada en 1988 al premio Eisner Award como mejor serie limitada, premio que ese año ganó la serie limitada Watchmen de Alan Moore y Dave Gibbons.
Esta historia fue el primer trabajo de Mike Grell con el personaje. El éxito de esta miniserie hizo que Grell fuera contratado para estar al frente de la primera serie regular con Flecha Verde como protagonista, donde permaneció como guionista hasta el número 80 en 1993. Grell también escribiría una historia sobre el origen y primer caso de Flecha Verde en el número 38 de la serie Secret Origins en 1989. Tiempo después, en 1993, Grell escribiría e ilustraría Green Arrow: The Wonder Year donde se narra el origen de Flecha Verde posterior a Crisis en Tierras Infinitas.

## Ediciones en español
Ediciones Zinco publicó la historia en 1988 en formato miniserie prestigio para el mercado español con el nombre "El Cazador Acecha".
La filial argentina de ECC Ediciones publicó la miniserie para el mercado sudamericano en 2013 en un único tomo con el nombre "El Arco del Cazador".